# Dendrologia
Dendrologia (gr. déndron „drzewo”, lógos „słowo, nauka”), drzewoznawstwo – dział botaniki zajmujący się drzewami i krzewami, w tym m.in. ich morfologią, anatomią, geografią, genetyką. Zajmuje się też introdukcją – wprowadzeniem do uprawy obcych gatunków roślin oraz ich aklimatyzacją.
Badania i obserwacje drzew są prowadzone w arboretach i ogrodach botanicznych oraz ogrodach dendrologicznych.
Dendrologia ma duże znaczenie w ogrodnictwie, leśnictwie oraz architekturze krajobrazu.